# Freeport (Teksas)
Freeport – miasto w Stanach Zjednoczonych, w południowo-wschodniej części stanu Teksas, przy ujściu rzeki Brazos do Zatoki Meksykańskiej. Około 12,7 tys. mieszkańców. Miasto założone w 1912.